# Guti (Fußballspieler)
Guti (* 31. Oktober 1976 in Torrejón de Ardoz; bürgerlich José María Gutiérrez Hernández) ist ein ehemaliger spanischer Fußballspieler und heutiger -trainer. Er spielte zwischen 1995 und 2010 bei Real Madrid und gewann mit dem Verein neben fünf Meisterschaften und zahlreichen weiteren nationalen Titeln dreimal die Champions League. Guti war ebenfalls spanischer Nationalspieler, nahm aber an keiner Welt- oder Europameisterschaft teil. Zuletzt war er als Cheftrainer von UD Almería tätig.

## Karriere

### Verein
Guti durchlief alle Nachwuchsmannschaften von Real Madrid und wechselte schließlich in der Saison 1995/96 von der B-Mannschaft in den Profikader der Madrilenen. In seiner ersten Spielzeit für die Königlichen kam er auf neun Einsätze in der Primera División. Sein Debüt gab er am 2. Dezember 1995, dem 15. Spieltag, gegen den FC Sevilla: Der damalige Real-Trainer Jorge Valdano wechselte Guti in der 60. Minute für Amavisca ein. Auf seinen nächsten Einsatz musste der Mittelfeldspieler dann ein Vierteljahr warten. Unter Neu-Trainer Arsenio Iglesias kam er vom 22. bis zum 32. Spieltag zu acht Einsätzen. Beim 3:0-Auswärtserfolg gegen Real Valladolid gelang ihm sein erster Profitreffer.
In den beiden kommenden Spielzeiten hatte er immer wieder Einsätze und spielte auch erstmals in einem internationalen Wettbewerb. Im Meisterschaftsjahr 1996/97, seinem ersten von fünf spanischen Meisterschaftserfolgen, hatte er 17 Ligaeinsätze. In der darauffolgenden Saison gewann der Verein die Champions League und den Weltpokal. Guti wurde in keinem der beiden internationalen Endspiele eingesetzt.
1998/99 schaffte er den endgültigen Durchbruch. Als Real 1999/00 erneut das Finale in der Champions League erreichte, war Guti nicht mit von der Partie, als sein Team den FC Valencia mit 3:0 schlug. Zwei Jahre später, beim dritten Champions-League-Erfolg von Real Madrid, saß Guti auf der Bank. Somit hat Guti während seiner Zeit bei Real drei Mal die UEFA Champions League gewonnen, ohne ein Endspiel zu absolvieren. Am 30. August 2002 war er in der Startelf des Teams, das Feyenoord Rotterdam im Spiel um den UEFA Super Cup 3:1 schlug, dabei gelang ihm ein Tor. Es war der erste internationale Finalsieg für Guti. Am 3. Dezember 2002 wurde er im Spiel um den Weltpokal gegen Club Olimpia in der 82. Minute für Ronaldo eingewechselt; sein Team gewann 2:0.
Schon zwei Jahre zuvor hatte er die vollen 90 Minuten auf dem Feld gestanden, als es im Weltpokal-Finale gegen die Boca Juniors aus Argentinien ging. Damals aber verlor Real 1:2.
Nachdem Zinedine Zidane im Sommer 2006 seinen Rücktritt bekannt gegeben hatte, rückte Guti für die neue Saison in die Kreativabteilung des Klubs. In dieser Rolle verhalf er der Mannschaft zum 30. Meistertitel der Vereinsgeschichte.
Zu Beginn der Saison 2009/10 kam Kaká nach Madrid und verdrängte Guti vorerst von dessen Platz. Schon in den vergangenen Jahren waren immer wieder Spieler wie Luis Figo, Zinedine Zidane, David Beckham oder Robinho nach Madrid gekommen, gegen die sich der Mittelfeldspieler stets hatte neu beweisen müssen. Auf Grund eines Zerwürfnisses mit Trainer Manuel Pellegrini und kleineren Verletzungen kam er während dieses Jahres zu nur wenigen Einsätzen. Erst als Kaká wegen Blessuren ausfiel, kam Guti wieder öfter zum Einsatz. Am Saisonende gab der Offensivspieler seinen Abschied von Real Madrid bekannt. In insgesamt 541 Spielen für Madrid hatte er 77 Tore erzielt.
Mit Beginn der Saison 2010/11 spielte er für den türkischen Klub Beşiktaş Istanbul, den sein ehemaliger Real-Trainer Bernd Schuster trainierte. Guti unterschrieb einen jährlich mit 2,7 Millionen Euro dotierten Zweijahresvertrag. Sein erstes Tor für Beşiktaş schoss Guti beim 4:0-Sieg im Play-off-Rückspiel der UEFA Europa League gegen HJK Helsinki. Anfang Dezember 2010 wurde er nach dem 1:0-Sieg seiner Mannschaft gegen Bursaspor in einen Unfall verwickelt und mit 2,71 ‰ Blutalkoholgehalt von der Polizei angehalten. Daraufhin drohte ihm ein längerer Führerscheinverlust. Mitte November 2011 wurde der Vertrag von Guti vorzeitig aufgelöst.
Nachdem zu Beginn der Saison 2012/13 Vertragsverhandlungen mit interessierten Vereinen gescheitert waren, beendete Guti am 12. Juli 2012 seine aktive Karriere. Im August 2013 kehrte er als Trainer im Jugendbereich zu Real Madrid zurück.

### Nationalmannschaft
Mit der U21-Nationalmannschaft nahm er an der vom 23. bis 31. Mai 1998 in Rumänien ausgetragenen Europameisterschaft teil und bestritt alle drei Turnierspiele, einschließlich des mit 1:0 gewonnenen Finales über die U21-Nationalmannschaft Griechenlands.
In der spanischen Nationalmannschaft kam Guti auf 13 Einsätze (3 Tore). Sein Debüt feierte er am 5. Mai 1999, als er im Freundschaftsspiel gegen Kroatien eingewechselt wurde. In den folgenden Jahren kam er sporadisch zum Einsatz. Sein erstes Länderspieltor erzielte er am 12. Oktober 2002 im Qualifikationsspiel zur Europameisterschaft 2004 gegen Nordirland, in dem er auch erstmals in der Startelf der Selección stand. Sein letztes Spiel für die Nationalmannschaft bestritt er am 9. Februar 2005 gegen San Marino.

## Trainer
Anfang November 2019 wurde er vom spanischen Zweitligisten UD Almería als Trainer verpflichtet. Ende Juni 2020 wurde er, noch vor Abschluss der infolge der COVID-19-Pandemie verlängerten Saison 2019/20, entlassen. Der Verein stand zu diesem Zeitpunkt auf Platz 3, vier Punkte von einem Aufstiegsplatz entfernt. Allerdings erreicht auch sein Nachfolger Mário Silva  keinen besseren Platz und scheiterte dann in den Play-offs.

## Erfolge
Nationalmannschaft
- U21-Europameister 1998

Vereine
- 5× Spanischer Meister: 1996/97, 2000/01, 2002/03, 2006/07, 2007/08
- 4× Spanischer Supercup-Sieger: 1997, 2001, 2003, 2008
- 3× UEFA-Champions-League-Sieger: 1997/98, 1999/2000, 2001/02
- 2× Weltpokalsieger: 1998, 2002
- 1× UEFA-Super-Cup-Sieger: 2002
- 1× Türkischer Pokalsieger: 2010/11

## Saisonstatistik
| Verein               | Liga             | Saison          | Liga   | Liga | Nat. Pokal | Nat. Pokal | Europapokal | Europapokal | Andere | Andere | Gesamt | Gesamt |
| Verein               | Liga             | Saison          | Spiele | Tore | Spiele     | Tore       | Spiele      | Tore        | Spiele | Tore   | Spiele | Tore   |
| -------------------- | ---------------- | --------------- | ------ | ---- | ---------- | ---------- | ----------- | ----------- | ------ | ------ | ------ | ------ |
| Real Madrid Castilla | Segunda División | 1995/96         | 26     | 11   | -          | -          | -           | -           | -      | -      | 26     | 11     |
| Gesamt               | Gesamt           | Gesamt          | 26     | 11   | -          | -          | -           | -           | -      | -      | 26     | 11     |
| Real Madrid          | Primera División | 1995/96         | 9      | 1    | -          | -          | -           | -           | -      | -      | 9      | 1      |
| Real Madrid          | Primera División | 1996/97         | 14     | 0    | 3          | 0          | -           | -           | -      | -      | 17     | 0      |
| Real Madrid          | Primera División | 1997/98         | 17     | 1    | 1          | 0          | 2           | 0           | 2      | 0      | 22     | 1      |
| Real Madrid          | Primera División | 1998/99         | 28     | 1    | 4          | 2          | 4           | 0           | -      | -      | 36     | 3      |
| Real Madrid          | Primera División | 1999/00         | 28     | 6    | 4          | 1          | 10          | 1           | 3      | 0      | 45     | 8      |
| Real Madrid          | Primera División | 2000/01         | 32     | 14   | -          | -          | 12          | 4           | 2      | 0      | 46     | 18     |
| Real Madrid          | Primera División | 2001/02         | 29     | 4    | 7          | 6          | 9           | 3           | 1      | 0      | 46     | 13     |
| Real Madrid          | Primera División | 2002/03         | 34     | 4    | 3          | 2          | 15          | 5           | 2      | 2      | 54     | 13     |
| Real Madrid          | Primera División | 2003/04         | 26     | 2    | 8          | 1          | 9           | 0           | 2      | 0      | 45     | 3      |
| Real Madrid          | Primera División | 2004/05         | 31     | 0    | -          | -          | 8           | 0           | -      | -      | 39     | 0      |
| Real Madrid          | Primera División | 2005/06         | 33     | 4    | 4          | 0          | 7           | 2           | -      | -      | 44     | 6      |
| Real Madrid          | Primera División | 2006/07         | 30     | 1    | -          | -          | 7           | 0           | -      | -      | 37     | 1      |
| Real Madrid          | Primera División | 2007/08         | 32     | 3    | 4          | 1          | 7           | 0           | 2      | 0      | 45     | 4      |
| Real Madrid          | Primera División | 2008/09         | 18     | 3    | 1          | 0          | 6           | 0           | 2      | 0      | 27     | 3      |
| Real Madrid          | Primera División | 2009/10         | 26     | 2    | 1          | 0          | 3           | 1           | -      | -      | 30     | 3      |
| Gesamt               | Gesamt           | Gesamt          | 387    | 46   | 40         | 13         | 99          | 16          | 16     | 2      | 542    | 77     |
| Beşiktaş Istanbul    | Süper Lig        | 2010/11         | 22     | 7    | 6          | 3          | 9           | 1           | -      | -      | 37     | 11     |
| Beşiktaş Istanbul    | Süper Lig        | 2011/12         | 1      | 0    | -          | -          | 2           | 1           | -      | -      | 3      | 1      |
| Gesamt               | Gesamt           | Gesamt          | 23     | 7    | 6          | 3          | 11          | 2           | -      | -      | 40     | 12     |
| Karriere Gesamt      | Karriere Gesamt  | Karriere Gesamt | 436    | 64   | 46         | 16         | 110         | 18          | 16     | 2      | 608    | 100    |

Quelle: Footballdatabase